# Liste der Kulturdenkmale in Leutersdorf (Oberlausitz)

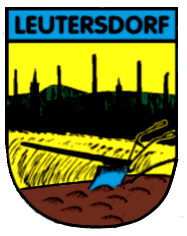
Wappen von Leutersdorf

In der Liste der Kulturdenkmale in Leutersdorf sind die Kulturdenkmale der sächsischen Gemeinde Leutersdorf verzeichnet, die bis Dezember 2018 vom Landesamt für Denkmalpflege Sachsen erfasst wurden (ohne archäologische Kulturdenkmale). Die Anmerkungen sind zu beachten.
Diese Aufzählung ist eine Teilmenge der Liste der Kulturdenkmale im Landkreis Görlitz.

## Hetzwalde
| Bild                                    | Bezeichnung                | Lage                             | Datierung                      | Beschreibung | ID       |
| --------------------------------------- | -------------------------- | -------------------------------- | ------------------------------ | --- | -------- |
| Weitere Bilder                          | Bockwindmühle (Hetzemühle) | Hetzwalder Ring 17 (bei) (Karte) | Seit 1775 in Betrieb           | Ohne Flügel, 1929 und 1955 als technisches Denkmal sichergestellt, technikgeschichtlich und ortsgeschichtlich von Bedeutung | 09272109 |
| Direkt Bild zu diesem Denkmal hochladen | Wohnhaus (Umgebinde)       | Hetzwalder Ring 23 (Karte)       | Bezeichnet mit 1879 (Türstock) | Eingeschossiges Doppelstubenhaus, baugeschichtlich von Bedeutung                                                            | 09272110 |
| Direkt Bild zu diesem Denkmal hochladen | Wohnhaus (Umgebinde)       | Hetzwalder Ring 37 (Karte)       | Spätes 19. Jahrhundert         | Doppelstubenhaus, baugeschichtlich von Bedeutung                                                                            | 09274675 |

## Leutersdorf
| Bild                                    | Bezeichnung | Lage                                                            | Datierung                                                            | Beschreibung | ID       |
| --------------------------------------- | --- | --------------------------------------------------------------- | -------------------------------------------------------------------- | --- | -------- |
| Direkt Bild zu diesem Denkmal hochladen | Gemarkungssteine der böhmischen Enklave Niederleutersdorf (Enklavensteine) | (Karte)                                                         | Bezeichnet mit 1787                                                  | Die Enklave bildeten die Leutersdorfer Ortsteile Niederleutersdorf, Neuwalde, Neuleutersdorf, Josephsdorf und Sorge. Die genannten Orte kam erst 1849 an Sachsen, im heutigen Ortsteil Sorge fünf Steine (vier Granitsteine, ein Basaltstein), im Ortsteil Neuleutersdorf zwei Liechtensteinsche Parzellensteine und drei Grenzsteine Leutersdorf/Neugersdorf (zwei Granitsteine, ein Basaltstein). Ein verschollener Stein Leutersdorf/Neugersdorf/Altgersdorf. Regionalgeschichtlicher Wert.                                                                               | 09304213 |
|                                         | Wohnhaus (Umgebinde) | Aloys-Scholze-Straße 1 (Karte)                                  | Im Kern um 1800                                                      | Eingeschossig, nach Brand verändert, aber noch ortsbildbestimmend, baugeschichtlich von Bedeutung | 09272091 |
| Weitere Bilder                          | Katholische Pfarrkirche Mariä Himmelfahrt und Kirchhof (Sachgesamtheit) | Aloys-Scholze-Straße 2, 4 (Seifhennersdorfer Straße 18) (Karte) | 1862                                                                 | Sachgesamtheit Katholische Pfarrkirche Mariä Himmelfahrt und Kirchhof mit folgenden Einzeldenkmalen: Kirche (Nr. 2), Grabmal, Aufbahrungshalle und Einfriedungsmauer (siehe Einzeldenkmale 09272089), Kath. Pfarrhaus (Nr. 4) mit Gedenktafel für Aloys Scholze (siehe Einzeldenkmale 09272112) und Diakonat (Seifhennersdorfer Straße 18), heute Wohnhaus (siehe Einzeldenkmal 09272111); zeitgleich entstandenes bauliches Ensemble nach Plänen von C. A. Schramm, Zittau, baugeschichtlich, kunstgeschichtlich, landschaftsgestaltend und ortsgeschichtlich von Bedeutung | 09303668 |
| Weitere Bilder                          | Kirche, Grabmal, Aufbahrungshalle und Einfriedungsmauer (Einzeldenkmale zu ID-Nr. 09303668) | Aloys-Scholze-Straße 2 (Karte)                                  | 1862 (Kirche, Aufbahrungshalle und Einfriedung); nach 1882 (Grabmal) | Einzeldenkmale der Sachgesamtheit Katholischen Pfarrkirche Mariä Himmelfahrt und Kirchhof; einschiffige neogotische Saalkirche nach Plänen von C. A. Schramm, Zittau, baugeschichtlich, kunstgeschichtlich und landschaftsgestaltend von Bedeutung | 09272089 |
|                                         | Katholisches Pfarrhaus mit Gedenktafel für Aloys Scholze (Einzeldenkmale zu ID-Nr. 09303668) | Aloys-Scholze-Straße 4 (Karte)                                  | 1862                                                                 | Einzeldenkmale der Sachgesamtheit Katholischen Pfarrkirche Mariä Himmelfahrt und Kirchhof; Putzbau mit Ziegelornamentik, baugeschichtlich und ortsgeschichtlich von Bedeutung | 09272112 |
|                                         | Wohnhaus (Umgebinde) | Aloys-Scholze-Straße 5 (Karte)                                  | Im Kern vermutlich 18. Jahrhundert                                   | Eingeschossiges Doppelstubenhaus, baugeschichtlich und sozialgeschichtlich von Bedeutung | 09272096 |
|                                         | Wohnhaus (Umgebinde) | Aloys-Scholze-Straße 6 (Karte)                                  | Im Kern vermutlich um 1800                                           | Eingeschossig, baugeschichtlich und sozialgeschichtlich von Bedeutung | 09272090 |
| Direkt Bild zu diesem Denkmal hochladen | Schöpfbrunnen | Aloys-Scholze-Straße 7 (Karte)                                  | Vermutlich 1. Hälfte 19. Jahrhundert                                 | Ehemals zu einem 1953 abgerissenen einstöckigen Umgebindehaus gehörig, bergkellerartig ins Gestein getrieben, baugeschichtlich und ortsgeschichtlich von Bedeutung | 09271681 |
|                                         | Betkreuz | Aloys-Scholze-Straße 10 (vor) (Karte)                           | Frühes 19. Jahrhundert                                               | Mit aufwendigem plastischen Schmuck, Kreuz mit vergoldetem Kruzifix, regionalgeschichtlich von Bedeutung | 09272093 |
|                                         | Wohnhaus (Umgebinde) | Aloys-Scholze-Straße 12 (Karte)                                 | Im Kern 18. Jahrhundert                                              | Eingeschossig, baugeschichtlich und sozialgeschichtlich von Bedeutung | 09272095 |
| Direkt Bild zu diesem Denkmal hochladen | Wohnhaus (Umgebinde) | Am oberen Teich 3 (Karte)                                       | 2. Hälfte 19. Jahrhundert, im Kern vermutlich älter                  | Eingeschossig mit Drempel, baugeschichtlich von Bedeutung | 09272073 |
| Direkt Bild zu diesem Denkmal hochladen | Wohnhaus (Umgebinde) | Am Oberen Teich 4 (Karte)                                       | Frühes 19. Jahrhundert, im Kern älter                                | Eingeschossig, baugeschichtlich und sozialgeschichtlich von Bedeutung | 09272074 |
|                                         | Wohnhaus (Umgebinde) | An der Zeile 9 (Karte)                                          | Vermutlich Mitte 19. Jahrhundert                                     | Eingeschossig, baugeschichtlich und sozialgeschichtlich von Bedeutung | 09272001 |
|                                         | Wohnhaus (Umgebinde) mit angebautem Scheunenteil | An der Zeile 10 (Karte)                                         | Vermutlich 1. Hälfte 19. Jahrhundert                                 | Doppelstubenhaus, Obergeschoss Fachwerk, baugeschichtlich von Bedeutung | 09272002 |
| Weitere Bilder                          | Bahnhof mit Empfangsgebäude und Güterschuppen nördlich davon | Bahnhofstraße 3 (Karte)                                         | 1868/1871                                                            | Bahnstrecke Mittelherwigsdorf–Varnsdorf–Eibau; Bahnhof schlicht mit Mittelgiebel, baugeschichtlich und verkehrsgeschichtlich von Bedeutung | 09304214 |
|                                         | Wohnhaus (Umgebinde) | Bergstraße 3 (Karte)                                            | Vermutlich 18. Jahrhundert                                           | Eingeschossiges Doppelstubenhaus, baugeschichtlich und sozialgeschichtlich von Bedeutung | 09272102 |
| Direkt Bild zu diesem Denkmal hochladen | Wohnhaus (Umgebinde) | Bergstraße 8 (Karte)                                            | Um 1830                                                              | Eingeschossig, ehemaliges Dreizoneneinhaus, baugeschichtlich von Bedeutung | 09272101 |
|                                         | Wohnhaus (Umgebinde) | Bergstraße 21 (Karte)                                           | Ende 18. Jahrhundert                                                 | Eingeschossig, baugeschichtlich und sozialgeschichtlich von Bedeutung | 09272100 |
|                                         | Wohnhaus (Umgebinde) | Bergstraße 22 (Karte)                                           | Vermutlich Ende 18. Jahrhundert                                      | Eingeschossig, baugeschichtlich und sozialgeschichtlich von Bedeutung | 09272097 |
|                                         | Wohnhaus (Umgebinde) | Bergstraße 23 (Karte)                                           | Im Kern 18. Jahrhundert                                              | Eingeschossiges Dreizoneneinhaus, baugeschichtlich und sozialgeschichtlich von Bedeutung | 09272099 |
|                                         | Wohnhaus (Umgebinde) | Bergstraße 25 (Karte)                                           | Im Kern vermutlich 18. Jahrhundert                                   | Eingeschossig mit Drempel, baugeschichtlich und sozialgeschichtlich von Bedeutung | 09272098 |
|                                         | Wohnhaus (Umgebinde) | Bergwerkstraße 2 (Karte)                                        | Bezeichnet mit 1874                                                  | Eingeschossig mit Drempel, baugeschichtlich und sozialgeschichtlich von Bedeutung | 09272004 |
| Direkt Bild zu diesem Denkmal hochladen | Wohnstallhaus (Umgebinde) eines Zweiseithofes | Bergwerkstraße 5 (Karte)                                        | Bezeichnet mit 1814                                                  | Obergeschoss Fachwerk, baugeschichtlich von Bedeutung | 09272005 |
| Direkt Bild zu diesem Denkmal hochladen | Wohnhaus (Umgebinde) | Dammweg 1 (Karte)                                               | 1. Hälfte 19. Jahrhundert                                            | Eingeschossig, baugeschichtlich und sozialgeschichtlich von Bedeutung | 09272006 |
| Direkt Bild zu diesem Denkmal hochladen | Wohnhaus (Umgebinde) | Dammweg 4 (Karte)                                               | 1895                                                                 | Doppelstubenhaus, Obergeschoss Fachwerk, baugeschichtlich von Bedeutung | 09272007 |
| Direkt Bild zu diesem Denkmal hochladen | Winklersches Bauerngut: Wohnhaus (Umgebinde) | Dammweg 6 (Karte)                                               | Bezeichnet mit 1839                                                  | Obergeschoss Fachwerk, baugeschichtlich von Bedeutung, eines der schönsten Umgebindehäuser des Ortes, durch freie Lage ortsbildbestimmend | 09272008 |
|                                         | Wohnhaus (Umgebinde) | Fabrikstraße 1 (Karte)                                          | Vermutlich 1. Hälfte 19. Jahrhundert                                 | Obergeschoss Fachwerk, vermutlich ehemalige Faktorei, baugeschichtlich von Bedeutung | 09272072 |
|                                         | Wohnhaus (Umgebinde) | Fabrikstraße 2 (Karte)                                          | Vermutlich um 1800                                                   | Eingeschossig, baugeschichtlich und sozialgeschichtlich von Bedeutung | 09272071 |
|                                         | Wohnhaus (Umgebinde) | Fabrikstraße 5 (Karte)                                          | Vermutlich um 1800                                                   | Eingeschossiges Doppelstubenhaus, baugeschichtlich und sozialgeschichtlich von Bedeutung | 09272070 |
|                                         | Pfarrhaus als Wohnstallhaus (Umgebinde) | Fliederweg 2 (Karte)                                            | Vermutlich 2. Hälfte 18. Jahrhundert, eventuell im Kern älter        | Obergeschoss Fachwerk, baugeschichtlich und ortsgeschichtlich von Bedeutung | 09272030 |
|                                         | Wohnhaus (Umgebinde) | Fliederweg 5 (Karte)                                            | Nach 1860                                                            | Doppelstubenhaus, Obergeschoss Fachwerk, baugeschichtlich von Bedeutung | 09272031 |
| Direkt Bild zu diesem Denkmal hochladen | Wohnhaus (Umgebinde) | Friedensstraße 2 (Karte)                                        | Vermutlich 1. Hälfte 19. Jahrhundert                                 | Doppelstubenhaus, Obergeschoss Fachwerk, baugeschichtlich von Bedeutung | 09272037 |
| Direkt Bild zu diesem Denkmal hochladen | Wohnhaus (Umgebinde) | Friedensstraße 4 (Karte)                                        | Vermutlich Mitte 19. Jahrhundert                                     | Eingeschossiges Doppelstubenhaus, baugeschichtlich und sozialgeschichtlich von Bedeutung | 09272038 |
| Direkt Bild zu diesem Denkmal hochladen | Wohnhaus (Umgebinde), mit Anbau | Friedensstraße 8 (Karte)                                        | Vermutlich 1. Hälfte 19. Jahrhundert                                 | Doppelstubenhaus, Obergeschoss Fachwerk, baugeschichtlich von Bedeutung, möglicherweise ehemaliges „Färbehäusl“ aus der Frühzeit der Industrialisierung | 09272039 |
| Direkt Bild zu diesem Denkmal hochladen | Wohnhaus (Umgebinde) | Friedensstraße 10 (Karte)                                       | Vermutlich 1. Hälfte 19. Jahrhundert                                 | Obergeschoss Fachwerk, baugeschichtlich von Bedeutung | 09272040 |
| Direkt Bild zu diesem Denkmal hochladen | Wohnhaus (Umgebinde) | Friedensstraße 14 (Karte)                                       | Vermutlich um 1800                                                   | Eingeschossiges Doppelstubenhaus, baugeschichtlich und sozialgeschichtlich von Bedeutung | 09272041 |
| Direkt Bild zu diesem Denkmal hochladen | Wohnhaus (Umgebinde) | Friedensstraße 22 (Karte)                                       | 1806                                                                 | Obergeschoss Fachwerk, ehemaliges Schulgebäude, baugeschichtlich und ortsgeschichtlich von Bedeutung | 09272042 |
| Direkt Bild zu diesem Denkmal hochladen | Wohnhaus (Umgebinde) | Friedensstraße 29 (Karte)                                       | Vermutlich um 1800                                                   | Eingeschossiges Doppelstubenhaus, baugeschichtlich und sozialgeschichtlich von Bedeutung | 09272043 |
| Direkt Bild zu diesem Denkmal hochladen | Wohnhaus | Friedensstraße 34 (Karte)                                       | Ende der 1920er Jahre                                                | Holzhaus, eingeschossiger Typenbau der Firma Christoph & Unmack (Niesky), baugeschichtlich von Bedeutung | 09272044 |
| Direkt Bild zu diesem Denkmal hochladen | Wohnhaus (Umgebinde) | Friedensstraße 35 (Karte)                                       | Vermutlich um 1800                                                   | Eingeschossiges Doppelstubenhaus, baugeschichtlich und sozialgeschichtlich von Bedeutung | 09272046 |
| Direkt Bild zu diesem Denkmal hochladen | Umgebindeteil eines Wohnhauses | Friedensstraße 36 (Karte)                                       | Vermutlich um 1810/1820                                              | Obergeschoss Fachwerk verbrettert, baugeschichtlich von Bedeutung | 09272045 |
| Direkt Bild zu diesem Denkmal hochladen | Wohnhaus (Umgebinde) | Friedensstraße 39 (Karte)                                       | Vermutlich 1. Hälfte 19. Jahrhundert                                 | Obergeschoss Fachwerk, baugeschichtlich von Bedeutung | 09272047 |
| Direkt Bild zu diesem Denkmal hochladen | Wohnhaus mit angebauter Scheune | Friedensstraße 41 (Karte)                                       | Vermutlich 1. Hälfte 19. Jahrhundert                                 | Obergeschoss Fachwerk, vermutlich Ausgedingehaus, baugeschichtlich und wirtschaftsgeschichtlich von Bedeutung | 09272048 |
| Direkt Bild zu diesem Denkmal hochladen | Wohnhaus (Umgebinde) | Friedensstraße 45 (Karte)                                       | Vermutlich um 1850                                                   | Doppelstubenhaus, Obergeschoss Fachwerk, baugeschichtlich von Bedeutung, sehr schönes Beispiel für ein einheitlich erhaltenes Haus aus der Mitte des 19. Jahrhunderts | 09272052 |
| Direkt Bild zu diesem Denkmal hochladen | Wohnhaus (Umgebinde) | Friedensstraße 46 (Karte)                                       | Vermutlich 1. Hälfte 19. Jahrhundert                                 | Doppelstubenhaus, Obergeschoss Fachwerk, baugeschichtlich von Bedeutung | 09272050 |
| Direkt Bild zu diesem Denkmal hochladen | Wohnhaus (Umgebinde) | Friedensstraße 48 (Karte)                                       | Nach 1850                                                            | Doppelstubenhaus, Obergeschoss Fachwerk, baugeschichtlich von Bedeutung | 09272051 |
|                                         | Wohnhaus (Umgebinde) | Friedensstraße 51 (Karte)                                       | Vermutlich Ende 18. Jahrhundert                                      | Eingeschossig, baugeschichtlich und sozialgeschichtlich von Bedeutung | 09272054 |
| Direkt Bild zu diesem Denkmal hochladen | Wohnhaus (Umgebinde) | Friedensstraße 52 (Karte)                                       | Vermutlich frühes 19. Jahrhundert                                    | Obergeschoss Fachwerk, baugeschichtlich von Bedeutung | 09272053 |
| Weitere Bilder                          | Wohnhaus (Umgebinde) | Friedensstraße 55 (Karte)                                       | Vermutlich Ende 18. Jahrhundert                                      | Eingeschossig, baugeschichtlich von Bedeutung, ehemalige Brennerei mit Ausschank | 09272055 |
| Direkt Bild zu diesem Denkmal hochladen | Vorlaube und Türstock eines Wohnstallhauses (Könneritz Gut) | Friedensstraße 57 (Karte)                                       | Nach 1800                                                            | Zum Rittergut Oberleutersdorf II/III gehörend, baugeschichtlich und handwerklich-künstlerisch von Bedeutung | 09272056 |
| Direkt Bild zu diesem Denkmal hochladen | Grabanlage der Familie Knöpfel | Friedhofsweg (auf dem Neuen Friedhof) (Karte)                   | Um 1900                                                              | Natursteinquader mit Christusfigur und Jugendstilschrift, künstlerisch von Bedeutung | 09272081 |
|                                         | Wohnhaus (Umgebinde) | Friedrich-Ludwig-Jahn-Straße 10 (Karte)                         | 1848                                                                 | Eingeschossiges Doppelstubenhaus, baugeschichtlich und sozialgeschichtlich von Bedeutung | 09272060 |
|                                         | Wohnhaus (Umgebinde) | Friedrich-Ludwig-Jahn-Straße 20 (Karte)                         | Vermutlich um 1800                                                   | Eingeschossiges Doppelstubenhaus, baugeschichtlich und sozialgeschichtlich von Bedeutung | 09272029 |
|                                         | Wohnhaus (Umgebinde) | Gärtnerweg 6 (Karte)                                            | Vermutlich 1. Hälfte 19. Jahrhundert                                 | Obergeschoss Fachwerk, baugeschichtlich von Bedeutung | 09272003 |
|                                         | Wohnhaus (Umgebinde) | Geschwister-Scholl-Straße 3 (Karte)                             | Bezeichnet mit 1819 (Türstock)                                       | Obergeschoss Fachwerk, baugeschichtlich von Bedeutung | 09272035 |
|                                         | Wohnhaus (Umgebinde) | Geschwister-Scholl-Straße 12 (Karte)                            | Bezeichnet mit 1787 (Türstock)                                       | Obergeschoss Fachwerk, baugeschichtlich von Bedeutung | 09272028 |
|                                         | Wohnhaus (Umgebinde) | Geschwister-Scholl-Straße 14 (Karte)                            | Bezeichnet mit 1827 (Türstock)                                       | Doppelstubenhaus, Obergeschoss Fachwerk, baugeschichtlich von Bedeutung | 09272027 |
|                                         | Wohnhaus (Umgebinde) | Geschwister-Scholl-Straße 18 (Karte)                            | Vermutlich frühes 19. Jahrhundert                                    | Doppelstubenhaus, Obergeschoss Fachwerk, baugeschichtlich von Bedeutung | 09272026 |
| Weitere Bilder                          | Wohnstallhaus (Umgebinde) eines Vierseithofes, mit angrenzendem Torbogen | Geschwister-Scholl-Straße 22 (Karte)                            | Vermutlich um 1800                                                   | Repräsentatives Gebäude einer Faktorei, Obergeschoss Fachwerk, mit Holz verkleidet, Krüppelwalmdach mit langem Dachhecht, baugeschichtlich und straßenbildprägend von Bedeutung | 09272025 |
|                                         | Wohnhaus (Umgebinde) | Geschwister-Scholl-Straße 24 (Karte)                            | Vermutlich um 1800                                                   | Doppelstubenhaus, Obergeschoss Fachwerk, baugeschichtlich von Bedeutung | 09272024 |
|                                         | Wohnhaus (Umgebinde) | Geschwister-Scholl-Straße 28 (Karte)                            | 1830                                                                 | Obergeschoss Fachwerk, baugeschichtlich von Bedeutung | 09272023 |
|                                         | Wohnhaus (Umgebinde) | Grenzweg 2 (Karte)                                              | Vermutlich Ende 18. Jahrhundert                                      | Eingeschossig, baugeschichtlich und sozialgeschichtlich von Bedeutung | 09272105 |
|                                         | Wohnhaus (Umgebinde) eines Dreiseithofes | Karasekweg 1 (Karte)                                            | Bezeichnet mit 1868 (Türstock)                                       | Obergeschoss Fachwerk, baugeschichtlich von Bedeutung | 09272107 |
|                                         | Wohnstallhaus (Umgebinde) eines Winkelhofes | Karasekweg 2 (Karte)                                            | Vermutlich 18. Jahrhundert                                           | Eingeschossig, baugeschichtlich und sozialgeschichtlich von Bedeutung | 09272106 |
|                                         | Wohnhaus (Umgebinde) und Garten mit Gartenpavillon | Kastanienweg 2 (Karte)                                          | Vermutlich Mitte 19. Jahrhundert                                     | Vermutlich Wohnhaus eines Fabrikanten, Doppelstubenhaus, Obergeschoss Fachwerk, baugeschichtlich von Bedeutung | 09272010 |
|                                         | Wohnhaus (Umgebinde) mit winkliger Scheune | Kastanienweg 8 (Karte)                                          | Im Kern 18. Jahrhundert (Bauernhaus); nach 1900, 1926 (Scheune)      | Obergeschoss Fachwerk, baugeschichtlich und wirtschaftsgeschichtlich von Bedeutung | 09272012 |
|                                         | Wohnhaus (Umgebinde) eines Zweiseithofes | Kastanienweg 10 (Karte)                                         | Vermutlich um 1800                                                   | Doppelstubenhaus, Obergeschoss Fachwerk, baugeschichtlich von Bedeutung | 09272011 |
|                                         | Wohnhaus (Umgebinde) | Mittelstraße 5 (Karte)                                          | Im Kern vermutlich um 1800, später verändert                         | Eingeschossig mit Drempel, baugeschichtlich von Bedeutung | 09272069 |
|                                         | Wohnhaus (Umgebinde) | Mittelstraße 7 (Karte)                                          | Vermutlich 2. Hälfte 18. Jahrhundert                                 | Eingeschossiges Doppelstubenhaus, baugeschichtlich und sozialgeschichtlich von Bedeutung | 09272068 |
|                                         | Wohnstallhaus (Umgebinde) eines Dreiseithofes | Oststraße 35 (Karte)                                            | Bezeichnet mit 1777 (Türstock)                                       | Obergeschoss Fachwerk, baugeschichtlich von Bedeutung | 09271997 |
|                                         | Wohnhaus (Umgebinde) | Oststraße 37 (Karte)                                            | 1. Hälfte 19. Jahrhundert, vermutlich älter                          | Doppelstubenhaus, Obergeschoss Fachwerk, baugeschichtlich von Bedeutung | 09271996 |
| Direkt Bild zu diesem Denkmal hochladen | Wohnhaus (Umgebinde) | Sachsenstraße 4 (Karte)                                         | Vermutlich 1. Hälfte 19. Jahrhundert                                 | Eingeschossig, baugeschichtlich und sozialgeschichtlich von Bedeutung | 09272075 |
| Weitere Bilder                          | Wohnhaus (Umgebinde) | Sachsenstraße 11 (Karte)                                        | Bezeichnet mit 1823 (Türstock)                                       | Ehemaliges Wohnstallhaus, singuläre Erscheinung: Seitenflügel im Oberstock mit Umgebindekonstruktion (durch Verschieferung konstruktive Situation verwischt), somit entstehen zwei Umgebindekonstruktionen übereinander, vermutlich letztes erhaltenes Beispiel dieser im Südlausitzer Umgebinde-Verbreitungsgebiet im 19. Jahrhundert noch mehrfach vorhandenen Gefüge, baugeschichtlich und hausgeschichtlich von Bedeutung | 09272079 |
| Weitere Bilder                          | Christuskirche und Kirchhof Leutersdorf (Sachgesamtheit) | Sachsenstraße 23 (Karte)                                        | Um 1870                                                              | Sachgesamtheit Christuskirche und Kirchhof Leutersdorf mit folgenden Einzeldenkmalen: Evangelisch-Lutherische Kirche, drei Grabanlagen mit Einfriedung, Denkmal für die Gefallenen von 1870/71, Denkmal für die Gefallenen des Ersten Weltkrieges sowie Torzugang und schmiedeeiserne Einfriedung zur Straße (siehe Einzeldenkmale 09272085); im Rundbogenstil errichtete Kirche nach Plänen von C. A. Schramm, Zittau, baugeschichtlich, kunstgeschichtlich und landschaftsgestaltend von Bedeutung                                                                         | 09303669 |
| Weitere Bilder                          | Evangelisch-Lutherische Kirche, drei Grabanlagen mit Einfriedung, Denkmal für die Gefallenen von 1870/71, Denkmal für die Gefallenen des Ersten Weltkrieges sowie Torzugang und schmiedeeiserne Einfriedung zur Straße (Einzeldenkmale zu ID-Nr. 09303669) | Sachsenstraße 23 (Karte)                                        | 1862–1865 (Kirche); nach 1918 (Kriegerdenkmal)                       | Einzeldenkmale der Sachgesamtheit Christuskirche und Kirchhof Leutersdorf; im Rundbogenstil errichtete Kirche nach Plänen von C. A. Schramm, Zittau, baugeschichtlich, kunstgeschichtlich und landschaftsgestaltend von Bedeutung | 09272085 |
| Direkt Bild zu diesem Denkmal hochladen | Villa mit Garten und Einfriedung | Sachsenstraße 24 (Karte)                                        | Nach 1920                                                            | Massivbau mit Walmdach, markante Fassadengliederung durch Putzlisenen und Zahnschnittfriese, baugeschichtlich und gartenkünstlerisch von Bedeutung | 09272076 |
|                                         | Wohnhaus (Umgebinde) | Sachsenstraße 25 (Karte)                                        | Vermutlich 1. Hälfte 19. Jahrhundert                                 | Doppelstubenhaus, Obergeschoss Fachwerk, baugeschichtlich von Bedeutung | 09272086 |
| Direkt Bild zu diesem Denkmal hochladen | Wohnhaus (Umgebinde) mit angebauter Werkstatt | Sachsenstraße 28 (Karte)                                        | Vermutlich um 1840/50                                                | Obergeschoss Fachwerk, baugeschichtlich von Bedeutung | 09272077 |
| Direkt Bild zu diesem Denkmal hochladen | Wohnhaus (Umgebinde) | Sachsenstraße 32 (Karte)                                        | Im Kern vermutlich um 1800                                           | Eingeschossiges Doppelstubenhaus, baugeschichtlich und sozialgeschichtlich von Bedeutung | 09272078 |
|                                         | Wohnhaus mit Seitenflügel und Vorlaube (Mittelkretscham) | Sachsenstraße 40 (Karte)                                        | Im Kern vermutlich 18. Jahrhundert, möglicherweise älter             | Obergeschoss Fachwerk, baugeschichtlich, ortsgeschichtlich und ortsbildprägend von Bedeutung | 09272082 |
|                                         | Wohnhaus (Umgebinde) | Sachsenstraße 42 (Karte)                                        | Bezeichnet mit 1840                                                  | Obergeschoss Fachwerk, baugeschichtlich von Bedeutung | 09272083 |
|                                         | Wohnhaus (Umgebinde) | Sachsenstraße 50 (Karte)                                        | Vermutlich um 1800                                                   | Eingeschossig, baugeschichtlich und sozialgeschichtlich von Bedeutung | 09272084 |
|                                         | Wohnhaus | Sachsenstraße 60 (Karte)                                        | Um 1900                                                              | Putzbau mit überdachtem Mittelrisalit, baugeschichtlich von Bedeutung | 09272088 |
|                                         | Wohnhaus (Umgebinde) | Sandweg 2 (Karte)                                               | Vermutlich Ende 18. Jahrhundert                                      | Eingeschossig, baugeschichtlich und sozialgeschichtlich von Bedeutung | 09272092 |
|                                         | Wohnhaus (Umgebinde), mit Vorlaube | Schulstraße 4 (Karte)                                           | Vermutlich um 1820                                                   | Faktorei, Obergeschoss Fachwerk, baugeschichtlich und ortsgeschichtlich von Bedeutung | 09272033 |
| Weitere Bilder                          | Grundschule Leutersdorf | Seifhennersdorfer Straße 2 (Karte)                              | 1883                                                                 | Putzbau mit späthistoristischer Fassade, baugeschichtlich und ortsgeschichtlich von Bedeutung | 09272016 |
|                                         | Wohnhaus (Umgebinde) | Seifhennersdorfer Straße 14 (Karte)                             | Vermutlich um 1900, eventuell später                                 | Eingeschossig mit Drempel, baugeschichtlich von Bedeutung | 09272103 |
| Direkt Bild zu diesem Denkmal hochladen | Wohnhaus (Umgebinde) | Seifhennersdorfer Straße 15 (Karte)                             | Im Kern vermutlich um 1800                                           | Obergeschoss Fachwerk, baugeschichtlich von Bedeutung | 09272017 |
| Direkt Bild zu diesem Denkmal hochladen | Wohnhaus (Umgebinde) | Seifhennersdorfer Straße 17 (Karte)                             | Vermutlich um 1800                                                   | Doppelstubenhaus, Obergeschoss Fachwerk, baugeschichtlich von Bedeutung | 09272018 |
|                                         | Diakonat, heute Wohnhaus (Einzeldenkmal zu ID-Nr. 09303668) | Seifhennersdorfer Straße 18 (Karte)                             | 1862                                                                 | Einzeldenkmal der Sachgesamtheit Katholische Pfarrkirche Mariä Himmelfahrt und Kirchhof; Putzbau mit Ziegelornamentik, baugeschichtlich und ortsgeschichtlich von Bedeutung | 09272111 |
| Direkt Bild zu diesem Denkmal hochladen | Granittürstock am Alten Gemeindeamt | Seifhennersdorfer Straße 19 (Karte)                             | Vermutlich Ende 18. Jahrhundert                                      | Handwerklich-künstlerisch von Bedeutung | 09272019 |
|                                         | Wohnhaus | Seifhennersdorfer Straße 29 (Karte)                             | Bezeichnet mit 1893                                                  | Klinkerbau mit übergiebeltem Mittelrisalit, baugeschichtlich von Bedeutung | 09272104 |
| Weitere Bilder                          | Herrenhaus des Rittergutes Oberleutersdorf II | Siedlungsweg 2 (Karte)                                          | 1828–1829                                                            | Stattlicher, barockisierender Bau nach Schönbacher Vorbild mit Mansarddach und risalitartig vorgezogenem Mitteltrakt (Zwerchhaus), Gliederung durch profilierte Gesimse und aufwendige Ecksäulen mit reichem, plastischen Bauschmuck, baugeschichtlich und ortsgeschichtlich von Bedeutung | 09272036 |
|                                         | Wohnhaus (Umgebinde) | Sorgeweg 8 (Karte)                                              | Vermutlich nach 1750                                                 | Eingeschossig, baugeschichtlich und sozialgeschichtlich von Bedeutung | 09271995 |
|                                         | Wohnhaus (Umgebinde) | Spitzkunnersdorfer Straße 3 (Karte)                             | Vermutlich nach 1890                                                 | Eingeschossiges Doppelstubenhaus mit Drempel und Zwerchhaus, baugeschichtlich von Bedeutung | 09272014 |
|                                         | Wohnhaus (Fachwerk) | Spitzkunnersdorfer Straße 12 (Karte)                            | Vermutlich nach 1860                                                 | Fachwerk aufwändig verkleidet, Drempel, baugeschichtlich von Bedeutung | 09272013 |
|                                         | Wohnhaus (Umgebinde) | Spitzkunnersdorfer Straße 22 (Karte)                            | Vermutlich kurz nach 1900                                            | Eingeschossig mit Drempel, sehr später Typ des Umgebindehauses, baugeschichtlich von Bedeutung | 09272000 |
|                                         | Wohnhaus (Umgebinde) | Straße der Jugend 2 (Karte)                                     | Vermutlich um 1800                                                   | Obergeschoss Fachwerk, baugeschichtlich von Bedeutung | 09272063 |
| Direkt Bild zu diesem Denkmal hochladen | Wohnhaus (Umgebinde) | Straße der Jugend 3 (Karte)                                     | Vermutlich nach 1800                                                 | Obergeschoss Fachwerk, baugeschichtlich von Bedeutung | 09272064 |
| Direkt Bild zu diesem Denkmal hochladen | Wohnhaus (Umgebinde) | Straße der Jugend 10 (Karte)                                    | Im Kern 18. Jahrhundert                                              | Doppelstubenhaus, ursprünglich eingeschossig, später aufgestockt, Obergeschoss Fachwerk, Beispiel für die in Leutersdorf mehrfach nachweisbaren Aufstockungen und den nachträglichen Einbau von Holzstuben, baugeschichtlich und hausgeschichtlich von Bedeutung | 09272065 |
| Direkt Bild zu diesem Denkmal hochladen | Wohnhaus (Umgebinde) | Straße der Jugend 20 (Karte)                                    | Vermutlich 1. Hälfte 19. Jahrhundert                                 | Obergeschoss Fachwerk, baugeschichtlich von Bedeutung | 09272066 |
|                                         | Wohnhaus (Umgebinde) mit Ausstattung | Straße der Jugend 22 (Karte)                                    | Im Kern 18. Jahrhundert                                              | Faktorei, Doppelstubenhaus, Obergeschoss Fachwerk, im Innern Meißener Kachelofen, baugeschichtlich und ortsgeschichtlich von Bedeutung | 09272067 |
| Direkt Bild zu diesem Denkmal hochladen | Wohnhaus (Umgebinde) | Straße der Jugend 23 (Karte)                                    | Vermutlich um 1800                                                   | Eingeschossig, baugeschichtlich und sozialgeschichtlich von Bedeutung | 09272021 |
| Direkt Bild zu diesem Denkmal hochladen | Wohnhaus (Umgebinde) | Straße der Jugend 28 (Karte)                                    | Vermutlich im Kern frühes 18. Jahrhundert                            | Eingeschossiges Doppelstubenhaus, baugeschichtlich und sozialgeschichtlich von Bedeutung | 09272022 |
| Direkt Bild zu diesem Denkmal hochladen | Wohnstallhaus (Umgebinde) | Teichweg 7 (Karte)                                              | Vermutlich im Kern Ende 18. Jahrhundert                              | Eingeschossig, baugeschichtlich und sozialgeschichtlich von Bedeutung | 09272009 |
| Direkt Bild zu diesem Denkmal hochladen | Wohnhaus (Umgebinde) | Uferweg 5 (Karte)                                               | Vermutlich nach 1860                                                 | Eingeschossig mit Drempel, sehr später Typ des Umgebindehauses, baugeschichtlich von Bedeutung | 09272061 |
|                                         | Wohnhaus (Umgebinde) | Uferweg 7 (Karte)                                               | Bezeichnet mit 1832                                                  | Doppelstubenhaus, Obergeschoss Fachwerk, ehemaliges Gasthaus, baugeschichtlich von Bedeutung | 09272062 |
|                                         | Wohnhaus (Umgebinde) | Uferweg 8 (Karte)                                               | Vermutlich 1. Hälfte 19. Jahrhundert                                 | Eingeschossig, baugeschichtlich und sozialgeschichtlich von Bedeutung | 09272059 |
|                                         | Wohnhaus (Umgebinde) | Wiesengrund 3 (Karte)                                           | Vermutlich 18. Jahrhundert                                           | Eingeschossig mit Drempel, baugeschichtlich und sozialgeschichtlich von Bedeutung | 09272094 |
|                                         | Villa mit Garten | Zittauer Platz 1 (Karte)                                        | Vermutlich um 1900                                                   | Putzbau mit späthistoristischer Fassade, parkähnlicher Garten, baugeschichtlich von Bedeutung | 09272015 |
| Direkt Bild zu diesem Denkmal hochladen | Wohnhaus (Umgebinde) | Zur Heinrichshöhe 1a (Karte)                                    | Bezeichnet mit 1879, vermutlich älter                                | Doppelstubenhaus, Obergeschoss Fachwerk, baugeschichtlich von Bedeutung | 09272049 |
| Direkt Bild zu diesem Denkmal hochladen | Wohnhaus (Umgebinde) | Zur Heinrichshöhe 14 (Karte)                                    | Vermutlich um 1800                                                   | Eingeschossig, baugeschichtlich und sozialgeschichtlich von Bedeutung | 09272057 |
| Direkt Bild zu diesem Denkmal hochladen | Wohnhaus (Umgebinde) | Zur Heinrichshöhe 16 (Karte)                                    | Vermutlich um 1800                                                   | Eingeschossig, baugeschichtlich und sozialgeschichtlich von Bedeutung | 09272058 |

## Neuwalde
| Bild                                    | Bezeichnung          | Lage               | Datierung                               | Beschreibung                                                                             | ID       |
| --------------------------------------- | -------------------- | ------------------ | --------------------------------------- | ---------------------------------------------------------------------------------------- | -------- |
| Direkt Bild zu diesem Denkmal hochladen | Wohnhaus (Umgebinde) | Neuwalde 1 (Karte) | Im Kern vermutlich noch 18. Jahrhundert | Eingeschossiges Doppelstubenhaus, baugeschichtlich und sozialgeschichtlich von Bedeutung | 09272108 |

## Spitzkunnersdorf
| Bild                                    | Bezeichnung | Lage                                                  | Datierung                                                                                   | Beschreibung | ID       |
| --------------------------------------- | --- | ----------------------------------------------------- | ------------------------------------------------------------------------------------------- | --- | -------- |
| Direkt Bild zu diesem Denkmal hochladen | Wohnstallhaus (Umgebinde) eines Dreiseithofes | Am Hang 2 (Karte)                                     | Vermutlich um 1820/30                                                                       | Obergeschoss Fachwerk, baugeschichtlich und ortsbildprägend von Bedeutung | 09274212 |
| Direkt Bild zu diesem Denkmal hochladen | Wohnstallhaus (Umgebinde) eines Dreiseithofes | Am Hang 3 (Karte)                                     | Vermutlich um 1820/1830                                                                     | Obergeschoss Fachwerk, baugeschichtlich und ortsbildprägend von Bedeutung | 09274211 |
| Direkt Bild zu diesem Denkmal hochladen | Wohnhaus (Umgebinde) | Am Hofeberg 3 (Karte)                                 | Vermutlich um 1750, mehrfach verändert                                                      | Obergeschoss Fachwerk, baugeschichtlich von Bedeutung | 09274247 |
| Weitere Bilder                          | Herrenhaus (Nr. 1) und südöstliches Wirtschaftsgebäude mit Stallungen (Nr. 2) des Rittergutes | Am Hofeteich 1, 2 (Niederoderwitzer Straße 6) (Karte) | Vermutlich seit 1865 (Herrenhaus); 19. Jahrhundert (Stallgebäude)                           | Dazu die Niederoderwitzer Straße 6, Herrenhaus mit Mezzaningeschoss, gewölbter Mittelrisalit, Walmdach, baugeschichtlich und ortsgeschichtlich von Bedeutung | 09274246 |
|                                         | Wohnstallhaus (Umgebinde) | Am Kiesberg 1 (Karte)                                 | Vermutlich 1. Hälfte 19. Jahrhundert                                                        | Doppelstubenhaus, Obergeschoss Fachwerk, baugeschichtlich von Bedeutung | 09274197 |
|                                         | Wohnstallhaus (Umgebinde) | Am Kiesberg 10 (Karte)                                | Vermutlich 1. Hälfte 19. Jahrhundert                                                        | Obergeschoss Fachwerk, baugeschichtlich von Bedeutung | 09274196 |
| Direkt Bild zu diesem Denkmal hochladen | Wohnstallhaus (Umgebinde) | Am Kiesberg 11 (Karte)                                | Vermutlich 1. Hälfte 19. Jahrhundert                                                        | Obergeschoss Fachwerk, baugeschichtlich und ortsbildprägend von Bedeutung | 09274195 |
|                                         | Wohnhaus (Umgebinde) | An der Gasse 5 (Karte)                                | Vermutlich im Kern um 1800                                                                  | Obergeschoss Fachwerk, baugeschichtlich von Bedeutung | 09274203 |
| Direkt Bild zu diesem Denkmal hochladen | Wohnstallhaus (Umgebinde) eines Winkelhofes | An der Zeile 20 (Karte)                               | Vermutlich 1. Hälfte 19. Jahrhundert                                                        | Obergeschoss Fachwerk, baugeschichtlich von Bedeutung | 09274295 |
|                                         | Wohnhaus (Umgebinde) | Brückenweg 1 (Karte)                                  | Vermutlich Mitte 18. Jahrhundert                                                            | Obergeschoss Fachwerk, baugeschichtlich von Bedeutung | 09274278 |
|                                         | Wohnhaus (Umgebinde) | Brückenweg 3 (Karte)                                  | Vermutlich um 1830/1840                                                                     | Obergeschoss Fachwerk, baugeschichtlich von Bedeutung | 09274233 |
|                                         | Wohnhaus (Umgebinde) | Dorfstraße 1 (Karte)                                  | Vermutlich Ende 18. Jahrhundert                                                             | Obergeschoss Fachwerk, baugeschichtlich von Bedeutung | 09274244 |
|                                         | Wohnhaus (Umgebinde) | Dorfstraße 2 (Karte)                                  | Vermutlich um 1820                                                                          | Doppelstubenhaus, Obergeschoss Fachwerk, baugeschichtlich von Bedeutung | 09274245 |
|                                         | Wohnhaus (Umgebinde) | Dorfstraße 3 (Karte)                                  | Vermutlich um 1800                                                                          | Obergeschoss Fachwerk, baugeschichtlich von Bedeutung | 09274242 |
|                                         | Wohnhaus | Dorfstraße 4 (Karte)                                  | Um 1850                                                                                     | Obergeschoss Fachwerk, baugeschichtlich von Bedeutung, wichtig für Ortsbild | 09274243 |
|                                         | Wohnhaus (Umgebinde) | Dorfstraße 7 (Karte)                                  | Vermutlich frühes 19. Jahrhundert                                                           | Doppelstubenhaus, Obergeschoss Fachwerk, baugeschichtlich von Bedeutung | 09274235 |
| Direkt Bild zu diesem Denkmal hochladen | Wohnhaus (Umgebinde) | Dorfstraße 9 (Karte)                                  | Vermutlich 1. Hälfte 19. Jahrhundert                                                        | Doppelstubenhaus, Obergeschoss Fachwerk, baugeschichtlich von Bedeutung | 09274236 |
|                                         | Wohnhaus (Umgebinde) | Dorfstraße 10 (Karte)                                 | Vermutlich um 1800                                                                          | Obergeschoss Fachwerk, baugeschichtlich von Bedeutung | 09274240 |
| Direkt Bild zu diesem Denkmal hochladen | Wohnhaus (Umgebinde) | Dorfstraße 11 (Karte)                                 | Vermutlich frühes 19. Jahrhundert                                                           | Eingeschossig mit Drempel, baugeschichtlich und sozialgeschichtlich von Bedeutung | 09274237 |
|                                         | Wohnstallhaus (Umgebinde) eines Vierseithofes | Dorfstraße 12 (Karte)                                 | Vermutlich um 1830                                                                          | Obergeschoss Fachwerk, baugeschichtlich von Bedeutung | 09274241 |
|                                         | Wohnhaus (Umgebinde) | Dorfstraße 14 (Karte)                                 | Vermutlich Ende 18. Jahrhundert                                                             | Eingeschossig, rechte Haushälfte in seltener Fachwerkkonstruktion, baugeschichtlich und sozialgeschichtlich von Bedeutung | 09274239 |
|                                         | Wohnhaus (Umgebinde) | Dorfstraße 22 (Karte)                                 | Vermutlich im Kern um 1800                                                                  | Wichtig für Ortsbild, Umgebinde-Konstruktion mit einzigartigen Profilierungen, eines der besten Beispiele des „Inkrustationsvorgangs“ am Ausgang des 19. Jahrhunderts, baugeschichtlich und straßenbildprägend von Bedeutung | 09274238 |
|                                         | Wohnhaus (Umgebinde) | Dorfstraße 26 (Karte)                                 | Vermutlich um 1800                                                                          | Obergeschoss Fachwerk, baugeschichtlich von Bedeutung | 09274234 |
|                                         | Wohnstallhaus (Umgebinde) | Dorfstraße 28 (Karte)                                 | Vermutlich Mitte 19. Jahrhundert, im Kern älter, verändert                                  | Doppelstubenhaus, Obergeschoss Fachwerk, baugeschichtlich von Bedeutung | 09274232 |
|                                         | Wohnhaus (Umgebinde) | Dorfstraße 30 (Karte)                                 | Vermutlich 1. Hälfte 19. Jahrhundert                                                        | Obergeschoss Fachwerk, baugeschichtlich von Bedeutung | 09274231 |
|                                         | Wohnhaus (Umgebinde) | Dorfstraße 31 (Karte)                                 | Vermutlich 1. Hälfte 19. Jahrhundert                                                        | Doppelstubenhaus, Obergeschoss Fachwerk, baugeschichtlich von Bedeutung | 09274220 |
|                                         | Wohnhaus (Umgebinde) und frei stehendes „Färbehäusel“ | Dorfstraße 34 (Karte)                                 | Vermutlich 1. Hälfte 19. Jahrhundert                                                        | Wohnhaus Doppelstubenhaus, Obergeschoss Fachwerk, Färbehaus Fachwerkbau, baugeschichtlich und wirtschaftsgeschichtlich von Bedeutung | 09274230 |
|                                         | Wohnhaus (Umgebinde) | Dorfstraße 36 (Karte)                                 | Vermutlich frühes 19. Jahrhundert                                                           | Doppelstubenhaus, Obergeschoss Fachwerk, baugeschichtlich von Bedeutung | 09274225 |
|                                         | Wohnhaus (Umgebinde) | Dorfstraße 40 (Karte)                                 | Vermutlich um 1800                                                                          | Eingeschossig, baugeschichtlich und sozialgeschichtlich von Bedeutung | 09274222 |
|                                         | Wohnhaus (Umgebinde) | Dorfstraße 45 (Karte)                                 | Vermutlich um 1800                                                                          | Eingeschossig, mit Dachhäuschen, baugeschichtlich und sozialgeschichtlich von Bedeutung | 09274209 |
|                                         | Wohnhaus (Umgebinde) | Dorfstraße 46 (Karte)                                 | Vermutlich frühes 19. Jahrhundert                                                           | Obergeschoss Fachwerk, baugeschichtlich von Bedeutung | 09274219 |
|                                         | Wohnhaus (Umgebinde) | Dorfstraße 49 (Karte)                                 | Im Kern frühes 19. Jahrhundert, später verändert                                            | Eingeschossig, mit Drempel, baugeschichtlich und sozialgeschichtlich von Bedeutung | 09274205 |
|                                         | Wohnhaus (Umgebinde) | Dorfstraße 50 (Karte)                                 | Vermutlich um 1800                                                                          | Obergeschoss Fachwerk, baugeschichtlich von Bedeutung | 09274214 |
|                                         | Wohnhaus (Umgebinde) | Dorfstraße 54 (Karte)                                 | Vermutlich um 1840/1850                                                                     | Doppelstubenhaus, Obergeschoss Fachwerk, baugeschichtlich von Bedeutung | 09274213 |
|                                         | Wohnhaus (Umgebinde) | Dorfstraße 56 (Karte)                                 | Vermutlich 1. Hälfte 19. Jahrhundert                                                        | Obergeschoss Fachwerk, baugeschichtlich von Bedeutung | 09274210 |
|                                         | Wohnhaus (Umgebinde) | Dorfstraße 57 (Karte)                                 | Vermutlich um 1800                                                                          | Eingeschossiges Doppelstubenhaus, baugeschichtlich und sozialgeschichtlich von Bedeutung | 09274204 |
|                                         | Wohnhaus (Umgebinde) und Scheune eines Dreiseithofes | Dorfstraße 58 (Karte)                                 | Bezeichnet mit 1844 (in Grillage)                                                           | Wohnhaus Doppelstubenhaus, Obergeschoss Fachwerk, Scheune Fachwerk, baugeschichtlich, wirtschaftsgeschichtlich und ortsbildprägend von Bedeutung | 09274208 |
|                                         | Wohnhaus (Umgebinde) | Dorfstraße 59 (Karte)                                 | Vermutlich 2. Hälfte 19. Jahrhundert                                                        | Doppelstubenhaus, Obergeschoss Fachwerk, baugeschichtlich und ortsbildprägend von Bedeutung | 09274202 |
|                                         | Wohnhaus (Umgebinde) | Dorfstraße 66 (Karte)                                 | Bezeichnet mit 1862 (Türstock), vermutlich älter                                            | Doppelstubenhaus, Obergeschoss Fachwerk, baugeschichtlich und ortsbildprägend von Bedeutung | 09274206 |
|                                         | Wohnhaus (Umgebinde) | Dorfstraße 88 (Karte)                                 | Bezeichnet mit 1853                                                                         | Doppelstubenhaus, Obergeschoss Fachwerk, baugeschichtlich und ortsbildprägend von Bedeutung | 09274201 |
|                                         | Wohnstallhaus (Umgebinde) | Dorfstraße 90 (Karte)                                 | Vermutlich 1. Hälfte 19. Jahrhundert, im Kern eventuell älter                               | Dreizoneneinhaus, Obergeschoss Fachwerk, baugeschichtlich von Bedeutung | 09274200 |
|                                         | Wohnstallhaus (Umgebinde) | Dorfstraße 92 (Karte)                                 | Bezeichnet mit 1841                                                                         | Obergeschoss Fachwerk, baugeschichtlich von Bedeutung, Teil eines Vierseithofes | 09274199 |
|                                         | Schmiedestübl: Wohnhaus (Umgebinde) | Hauptstraße 3 (Karte)                                 | Vermutlich um 1720, eventuell auch älter                                                    | Eingeschossig, mit Drempel, vermutlich ältestes Haus im Dorf, baugeschichtlich, hausgeschichtlich und sozialgeschichtlich und von Bedeutung | 09274279 |
|                                         | Wohnhaus (Umgebinde) | Hauptstraße 10 (Karte)                                | Bezeichnet mit 1829                                                                         | Ehemalige Schule, Doppelstubenhaus, Obergeschoss Fachwerk, baugeschichtlich und ortsbildprägend von Bedeutung | 09274280 |
|                                         | Schule, später Gemeindeamt | Hauptstraße 13a (Karte)                               | Bezeichnet mit 1909                                                                         | Baugeschichtlich und ortsgeschichtlich von Bedeutung | 09274284 |
|                                         | Wohnhaus (Umgebinde) | Hauptstraße 15 (Karte)                                | Vermutlich um 1840                                                                          | Doppelstubenhaus, Obergeschoss Fachwerk, baugeschichtlich und ortsbildprägend von Bedeutung | 09274285 |
|                                         | Gasthof (Alter Kretscham) | Hauptstraße 16 (Karte)                                | 1720                                                                                        | Obergeschoss Fachwerk, baugeschichtlich, ortsgeschichtlich und ortsbildprägend von Bedeutung, ehemaliger Kretscham | 09274281 |
|                                         | Wohnstallhaus (Umgebinde) | Hauptstraße 22 (Karte)                                | Bezeichnet mit 1735                                                                         | Obergeschoss Fachwerk, baugeschichtlich und hausgeschichtlich von Bedeutung, ehemals gehörte das „Färberhäusl“ dazu (erste Produktionsstätte der späteren Firma J. P. Köhler) | 09274282 |
|                                         | Wohnstallhaus (Umgebinde) eines Dreiseithofes | Hauptstraße 26 (Karte)                                | Vermutlich 2. Hälfte 18. Jahrhundert                                                        | Obergeschoss Fachwerk, baugeschichtlich von Bedeutung | 09274283 |
|                                         | Wohnhaus mit Garten und Einfriedung | Hauptstraße 29 (Karte)                                | Bezeichnet mit 1934–1935                                                                    | Ehemals Landhaus der Firma Ernst Martin Köhler, im traditionellen Stil der 1930er Jahre, baugeschichtlich von Bedeutung | 09274288 |
|                                         | Pfarrhaus mit Pfarrgarten | Hauptstraße 30 (Karte)                                | Bezeichnet mit 1696 (in Inschrifttafel)                                                     | Baugeschichtlich und ortsgeschichtlich von Bedeutung | 09274217 |
| Weitere Bilder                          | Nikolaikirche mit Kirchhof und Friedhofserweiterung (Sachgesamtheit) | Hauptstraße 30a, 13b (Karte)                          | 18. Jahrhundert                                                                             | Sachgesamtheit Nikolaikirche mit Kirchhof und Friedhofserweiterung, mit folgenden Einzeldenkmalen: Evangelisch-Lutherische Kirche (Nr. 30a), fünf barocke Grabmale an der Ostseite der Kirche, eine Grabanlage, Einfriedungsmauer mit zwei Torpfeilern und Mahn- und Gedenkstätte für die Gefallenen des Ersten und Zweiten Weltkrieges auf dem gegenüber liegenden Friedhofsgelände (Nr. 13b, siehe Einzeldenkmale 09274218) sowie die Friedhofsgestaltung durch zentrale Allee (Gartendenkmal); baugeschichtlich, kunstgeschichtlich und ortsgeschichtlich von Bedeutung | 09303670 |
| Weitere Bilder                          | Evangelisch-Lutherische Kirche (Nr. 30a), fünf barocke Grabmale an der Ostseite der Kirche, eine Grabanlage, Einfriedungsmauer mit zwei Torpfeilern und Mahn- und Gedenkstätte für die Gefallenen des Ersten und Zweiten Weltkrieges auf dem gegenüber liegenden Friedhofsgelände (Nr. 13b), Einzeldenkmale zu ID-Nr. 09303670 | Hauptstraße 30a, 13b (Karte)                          | 1712–1716 (Kirche)                                                                          | Einzeldenkmale der Sachgesamtheit Nikolaikirche mit Kirchhof und Friedhofserweiterung; Kirche verputzter Bruchsteinbau mit dreiseitigem Ostschluss, baugeschichtlich, kunstgeschichtlich und ortsgeschichtlich von Bedeutung | 09274218 |
|                                         | Wohnhaus (Umgebinde) und Scheune | Hauptstraße 36, 38 (Karte)                            | Bezeichnet mit 1836                                                                         | Baugeschichtlich und wirtschaftsgeschichtlich von Bedeutung | 09274889 |
|                                         | Granittürstock und Flurfenster mit schmiedeeisernen Gittern eines ehemaligen Umgebindehauses | Hauptstraße 40 (Karte)                                | Vermutlich 1. Hälfte 19. Jahrhundert, Haus älter                                            | Heute verputzt, handwerklich-künstlerisch von Bedeutung | 09274286 |
|                                         | Wohnhaus (Umgebinde) | Hauptstraße 42 (Karte)                                | Vermutlich Mitte 19. Jahrhundert                                                            | Doppelstubenhaus, Obergeschoss Fachwerk, baugeschichtlich von Bedeutung | 09274287 |
|                                         | Fabrikgebäude mit winkligem Anbau und Kontorgebäude der Weberei Köhler | Hauptstraße 43 (Karte)                                | Um 1880 (Fabrikgebäude); bezeichnet mit 1880 (Kontorhaus); bezeichnet mit 1929 (Kontorhaus) | Putzbauten mit reichem plastischen Bauschmuck, baugeschichtlich und ortsgeschichtlich von Bedeutung | 09274292 |
| Direkt Bild zu diesem Denkmal hochladen | Scheune | Hauptstraße 46 (Karte)                                | Vermutlich noch 18. Jahrhundert                                                             | Fachwerk, seltenes Beispiel dieser Gefügekonstruktion, baugeschichtlich von Bedeutung | 09274289 |
|                                         | Wohnhaus (Umgebinde) | Hauptstraße 51 (Karte)                                | Bezeichnet mit 1840                                                                         | Doppelstubenhaus, Obergeschoss Fachwerk, baugeschichtlich und ortsbildprägend von Bedeutung | 09274293 |
|                                         | Wohnhaus (Umgebinde) | Hauptstraße 56 (Karte)                                | Vermutlich Anfang 19. Jahrhundert                                                           | Eingeschossig, baugeschichtlich und sozialgeschichtlich von Bedeutung | 09274290 |
|                                         | Wohnhaus | Hauptstraße 58 (Karte)                                | 1926                                                                                        | Zeittypischer Putzbau mit Mansarddach, baugeschichtlich von Bedeutung | 09274291 |
|                                         | Wohnhaus (Umgebinde) | Kirchberg 2 (Karte)                                   | Vermutlich um 1800                                                                          | Obergeschoss Fachwerk, baugeschichtlich von Bedeutung | 09274215 |
|                                         | Wohnhaus (Umgebinde) | Kirchberg 3 (Karte)                                   | Vermutlich im Kern 1680, später verändert                                                   | Eingeschossig, nach Überlieferung erste Schule des Ortes, baugeschichtlich und sozialgeschichtlich von Bedeutung | 09274216 |
|                                         | Wohnhaus (Umgebinde) | Niedere Zeile 2 (Karte)                               | Vermutlich um 1800                                                                          | Eingeschossig, baugeschichtlich und sozialgeschichtlich von Bedeutung | 09274271 |
|                                         | Wohnhaus (Umgebinde) | Niedere Zeile 18 (Karte)                              | Vermutlich um 1800                                                                          | Eingeschossig, baugeschichtlich und sozialgeschichtlich von Bedeutung | 09274268 |
|                                         | Wohnhaus (Umgebinde-Imitation) | Niedere Zeile 32 (Karte)                              | Vermutlich um 1800                                                                          | Eingeschossig, baugeschichtlich und sozialgeschichtlich von Bedeutung | 09274269 |
| Direkt Bild zu diesem Denkmal hochladen | Bestandteil des Rittergutes | Niederoderwitzer Straße 6 (Karte)                     | 19. Jahrhundert                                                                             | Baugeschichtlich und ortsgeschichtlich von Bedeutung | 09274246 |
|                                         | Wohnstallhaus (Umgebinde) | Niederoderwitzer Straße 12 (Karte)                    | Vermutlich um 1800                                                                          | Obergeschoss Fachwerk, baugeschichtlich von Bedeutung, wichtig für Ortsbild und Sichtbeziehung | 09274276 |
| Direkt Bild zu diesem Denkmal hochladen | Wohnstallhaus (Umgebinde) | Niederoderwitzer Straße 15 (Karte)                    | Bezeichnet mit 1794, später verändert                                                       | Obergeschoss Fachwerk, baugeschichtlich von Bedeutung | 09274277 |
|                                         | Wohnhaus (Umgebinde) | Niederschenke 2 (Karte)                               | Vermutlich 1. Hälfte 19. Jahrhundert                                                        | Doppelstubenhaus, Obergeschoss Fachwerk, baugeschichtlich und ortsbildprägend von Bedeutung | 09274229 |
|                                         | Wohnhaus (Umgebinde) | Obere Zeile 4 (Karte)                                 | Vermutlich um 1800                                                                          | Eingeschossig, mit Dachhäuschen, baugeschichtlich und sozialgeschichtlich von Bedeutung | 09274272 |
|                                         | Wohnhaus (Umgebinde) | Pappelweg 2 (Karte)                                   | Bezeichnet mit 1797                                                                         | Obergeschoss Fachwerk, baugeschichtlich und straßenbildprägend von Bedeutung | 09274248 |
|                                         | Wohnhaus (Umgebinde) | Pappelweg 3 (Karte)                                   | Um 1840/1850 (nach Überlieferung), im Kern vermutlich älter                                 | Obergeschoss Fachwerk, baugeschichtlich von Bedeutung | 09274249 |
|                                         | Wohnhaus (Umgebinde) | Querstraße 1 (Karte)                                  | Vermutlich um 1830                                                                          | Doppelstubenhaus, Obergeschoss Fachwerk, baugeschichtlich und ortsbildprägend von Bedeutung | 09274275 |
|                                         | Wohnstallhaus (Umgebinde) | Querstraße 2 (Karte)                                  | Frühes 19. Jahrhundert                                                                      | Doppelstubenhaus, Obergeschoss Fachwerk, baugeschichtlich von Bedeutung | 09274274 |
|                                         | Brücke über das Spitzkunnersdorfer Wasser und anstoßende Bachmauern Oberstrom | Seitenweg (Karte)                                     | 19. Jahrhundert                                                                             | Brücke ein Bogen, unregelmäßiger Bruchstein, Granit, bei Seitenweg/Dorfstraße, baugeschichtlich und ortsgeschichtlich von Bedeutung | 09306383 |
|                                         | Wohnhaus (Umgebinde) | Seitenweg 1 (Karte)                                   | Vermutlich 1. Hälfte 19. Jahrhundert                                                        | Obergeschoss Fachwerk, baugeschichtlich von Bedeutung | 09274221 |
|                                         | Wohnhaus (Umgebinde) | Seitenweg 4 (Karte)                                   | Vermutlich 1. Hälfte 19. Jahrhundert                                                        | Obergeschoss Fachwerk, baugeschichtlich von Bedeutung | 09274223 |
|                                         | Villa mit Garten und Einfriedung | Sorgeweg 11 (Karte)                                   | 1929                                                                                        | Zeittypischer Putzbau, baugeschichtlich und gartenkünstlerisch von Bedeutung | 09274270 |
|                                         | Wohnstallhaus (Umgebinde) | Straße der Republik 7 (Karte)                         | Vermutlich um 1800                                                                          | Dreizoneneinhaus, Obergeschoss Fachwerk, baugeschichtlich von Bedeutung | 09274198 |
|                                         | Wohnhaus (Umgebinde) | Straße der Republik 20 (Karte)                        | Um 1840/1850                                                                                | Instruktives Beispiel für den sensiblen Übergang von Holz- zu Steinbau um die Jahrhundertwende, baugeschichtlich und hausgeschichtlich von Bedeutung | 09274267 |
|                                         | Wohnhaus (Umgebinde) | Weberstraße 1 (Karte)                                 | Im Kern vermutlich um 1800                                                                  | Obergeschoss Fachwerk, baugeschichtlich von Bedeutung | 09274250 |
|                                         | Wohnhaus (Umgebinde) | Weberstraße 2 (Karte)                                 | Vermutlich im Kern um 1800                                                                  | Obergeschoss Fachwerk, baugeschichtlich und straßenbildprägend von Bedeutung, ehemaliges Gemeindeamt | 09274251 |
|                                         | Wohnstallhaus (Umgebinde) | Weberstraße 3 (Karte)                                 | Vermutlich frühes 19. Jahrhundert                                                           | Obergeschoss Fachwerk, baugeschichtlich von Bedeutung | 09274252 |
|                                         | Wohnhaus (Umgebinde) | Weberstraße 5 (Karte)                                 | Vermutlich um 1830                                                                          | Doppelstubenhaus, Obergeschoss Fachwerk, baugeschichtlich von Bedeutung | 09274253 |
|                                         | Wohnhaus (Umgebinde) | Weberstraße 20 (Karte)                                | Etwa 1820                                                                                   | Doppelstubenhaus, Obergeschoss Fachwerk, baugeschichtlich von Bedeutung | 09274258 |
|                                         | Wohnhaus (Umgebinde) | Weberstraße 21 (Karte)                                | Bezeichnet mit 1854 (im Türstock)                                                           | Doppelstubenhaus, Obergeschoss Fachwerk, baugeschichtlich und ortsgeschichtlich von Bedeutung, Stammhaus der Firma Weber, erste Fabrik im Dorf | 09274259 |
|                                         | Fabrikantenvilla mit parkähnlichem Garten | Weberstraße 22 (Karte)                                | 1922                                                                                        | Zur Firma Weber gehörend, baugeschichtlich und ortsgeschichtlich von Bedeutung | 09274260 |
|                                         | Wohnhaus (Umgebinde) | Weberstraße 24 (Karte)                                | Vermutlich um 1800                                                                          | Eingeschossig, baugeschichtlich und sozialgeschichtlich von Bedeutung | 09274261 |
| Direkt Bild zu diesem Denkmal hochladen | Wohnhaus (Umgebinde) | Weberstraße 35 (Karte)                                | Vermutlich um 1800                                                                          | Obergeschoss Fachwerk, baugeschichtlich von Bedeutung | 09274262 |
|                                         | Wohnhaus (Umgebinde) | Wiesental 5 (Karte)                                   | Vermutlich um 1800                                                                          | Doppelstubenhaus, Obergeschoss Fachwerk, baugeschichtlich von Bedeutung | 09274254 |
|                                         | Wohnhaus (Umgebinde) | Wiesental 8 (Karte)                                   | Vermutlich um 1800                                                                          | Obergeschoss Fachwerk, baugeschichtlich von Bedeutung | 09274255 |
|                                         | Wohnhaus (Umgebinde) | Wiesental 9 (Karte)                                   | Vermutlich um 1800                                                                          | Obergeschoss Fachwerk, baugeschichtlich von Bedeutung | 09274256 |
|                                         | Wohnhaus (Umgebinde) | Wiesental 10 (Karte)                                  | Vermutlich um 1800                                                                          | Doppelstubenhaus, Obergeschoss Fachwerk, baugeschichtlich und straßenbildprägend von Bedeutung | 09274257 |
|                                         | Wohnhaus (Umgebinde) | Wiesental 17 (Karte)                                  | 1841                                                                                        | Doppelstubenhaus, Obergeschoss Fachwerk, baugeschichtlich und straßenbildprägend von Bedeutung | 09274264 |
|                                         | Wohnhaus (Umgebinde) | Zur alten Schule 2 (Karte)                            | Vermutlich um 1800                                                                          | Doppelstubenhaus, Obergeschoss Fachwerk, baugeschichtlich und ortsgeschichtlich von Bedeutung, alte Wiesentaler Schule | 09274263 |
|                                         | Wohnhaus (Umgebinde) | Zur alten Schule 7 (Karte)                            | Vermutlich um 1800                                                                          | Eingeschossig, baugeschichtlich und sozialgeschichtlich von Bedeutung | 09274265 |
|                                         | Wohnhaus | Zur alten Schule 12 (Karte)                           | Vermutlich um 1900                                                                          | Putzbau traufseitig risalitartig vorstehendem Mittelteil mit Zwerchhaus, baugeschichtlich von Bedeutung | 09274266 |
|                                         | Wohnhaus (Umgebinde) | Zur Hohle 4 (Karte)                                   | Vermutlich Mitte 19. Jahrhundert                                                            | Eingeschossiges Doppelstubenhaus, baugeschichtlich und sozialgeschichtlich von Bedeutung | 09274228 |
| Direkt Bild zu diesem Denkmal hochladen | Wohnhaus (Umgebinde) | Zur Hohle 9 (Karte)                                   | Vermutlich 1. Hälfte 19. Jahrhundert                                                        | Obergeschoss Fachwerk, baugeschichtlich von Bedeutung | 09274227 |
|                                         | Wohnstallhaus (Umgebinde) | Zur Hohle 10 (Karte)                                  | Vermutlich 1. Hälfte 19. Jahrhundert                                                        | Obergeschoss Fachwerk, baugeschichtlich von Bedeutung | 09274226 |

### Streichungen von der Denkmalliste (Spitzkunnersdorf)
| Bild | Bezeichnung          | Lage                  | Datierung                         | Beschreibung | ID       |
| ---- | -------------------- | --------------------- | --------------------------------- | --- | -------- |
|      | Wohnhaus (Umgebinde) | Dorfstraße 62 (Karte) | Bezeichnet mit 1827 (im Türstock) | Doppelstubenhaus, Obergeschoss Fachwerk, baugeschichtlich und ortsbildprägend von Bedeutung; nach 2014 von der Denkmalliste gestrichen | 09274207 |

## Tabellenlegende
- Bild: Bild des Kulturdenkmals, ggf. zusätzlich mit einem Link zu weiteren Fotos des Kulturdenkmals im Medienarchiv Wikimedia Commons. Wenn man auf das Kamerasymbol klickt, können Fotos zu Kulturdenkmalen aus dieser Liste hochgeladen werden:
- Bezeichnung: Denkmalgeschützte Objekte und ggf. Bauwerksname des Kulturdenkmals
- Lage: Straßenname und Hausnummer oder Flurstücknummer des Kulturdenkmals. Die Grundsortierung der Liste erfolgt nach dieser Adresse. Der Link (Karte) führt zu verschiedenen Kartendiensten mit der Position des Kulturdenkmals. Fehlt dieser Link, wurden die Koordinaten noch nicht eingetragen. Sind diese bekannt, können sie über ein Tool mit einer Kartenansicht einfach nachgetragen werden. In dieser Kartenansicht sind Kulturdenkmale ohne Koordinaten mit einem roten bzw. orangen Marker dargestellt und können durch Verschieben auf die richtige Position in der Karte mit Koordinaten versehen werden. Kulturdenkmale ohne Bild sind an einem blauen bzw. roten Marker erkennbar.
- Datierung: Baubeginn, Fertigstellung, Datum der Erstnennung oder grobe zeitliche Einordnung entsprechend des Eintrags in der sächsischen Denkmaldatenbank
- Beschreibung: Kurzcharakteristik des Kulturdenkmals entsprechend des Eintrags in der sächsischen Denkmaldatenbank, ggf. ergänzt durch die dort nur selten veröffentlichten Erfassungstexte oder zusätzliche Informationen
- ID: Vom Landesamt für Denkmalpflege Sachsen vergebene, das Kulturdenkmal eindeutig identifizierende Objekt-Nummer. Der Link führt zum PDF-Denkmaldokument des Landesamtes für Denkmalpflege Sachsen. Bei ehemaligen Kulturdenkmalen können die Objektnummern unbekannt sein und deshalb fehlen bzw. die Links von aus der Datenbank entfernten Objektnummern ins Leere führen. Ein ggf. vorhandenes Icon  führt zu den Angaben des Kulturdenkmals bei Wikidata.